# يواكيم بيرسون
يواكيم بيرسون (بالسويدية: Joakim Persson)‏ هو لاعب كرة قدم سويدي، ولد في 3 أبريل 2002.

## وصلات خارجية
- يواكيم بيرسون على موقع اتحاد السويد (السويدية)
- يواكيم بيرسون على موقع قاعدة بيانات كرة القدم.إي يو (الإنجليزية)
- يواكيم بيرسون على موقع Soccerway.com (الإنجليزية)